# Tessère de Xi Wang-mu
Xi Wang-mu Tessera
Pour les articles homonymes, voir Xi Wang-mu.
La tessère de Xi Wang-mu (désignation internationale : Xi Wang-mu Tessera) est un terrain polygonal situé sur Vénus dans le quadrangle d'Aino Planitia. Il a été nommé en référence à Xi Wang-mu, déesse chinoise de l'ouest, gardienne de la médecine pour la vie éternelle.